# Jornalismo cidadão
O Jornalismo Cidadão também é conhecido como Jornalismo Colaborativo, Jornalismo Democrático ou ainda Jornalismo Open Source (código fonte aberto). Seu conceito é baseado em cidadãos leigos, sem formação jornalística, participando de forma ativa no processo de coleta, reportagem, análise ou disseminação de notícias e informações.
Outros termos para Jornalismo Cidadão são originados em inglês, como citizen journalism, networked journalism (jornalismo em rede), grassroots journalism (jornalismo de raiz), jornalismo amador, jornalismo participativo, jornalismo colaborativo ou jornalismo open source.
Deve-se atentar que Jornalismo Cidadão não deve ser confundido com Jornalismo Comunitário (Community Journalism) ou Jornalismo Cívico (Civic Journalism), que caracterizam um jornalismo profissional voltado para o cidadão.
O Jornalismo Cidadão ganhou força nos últimos anos a partir do advento das ferramentas de edição e publicação na internet (como wikis, blogs) e a popularização dos celulares equipados com câmeras digitais, além de outras novas tecnologias de informação e comunicação (NTICs).
Devido à disponibilidade desse tipo de tecnologia, os cidadãos podem frequentemente relatar notícias de última hora (breaking news) mais rapidamente do que os jornalistas de mídia tradicional.
Jornalismo colaborativo prima pela maior participação da audiência na produção de conteúdo, sobretudo na internet. Essa nova maneira do “fazer jornalístico” exige do jornalista que ele tenha capacidade de fazer parte do processo onde não mais existe um comunicador e a massa receptora de informação.
A incipiente da trajetória do jornalismo colaborativo ainda levanta dúvidas de como esse modelo dever ser adotado pelos grandes veículos de comunicação. Muitos deles, inclusive, ainda tem dificuldade de lidar com a participação da audiência. No entanto, grandes portais brasileiros de notícias utilizam fotos, vídeos e até mesmo textos enviados pelos internautas. A jornalista Ana Brambila entede que “a falta de um modelo ocasionada pela novidade da prática flexibiliza a proposta editorial de cada veículo. No entanto, todos já concordam com uma premissa: o filtro da redação.”

## Conceito
Mark Glaser, um jornalista freelance que frequentemente escreve sobre novas mídias, afirmou em 2006:
The idea behind citizen journalism is that people without professional journalism training can use the tools of modern technology and the global distribution of the Internet to create, augment or fact-check media on their own or in collaboration with others. For example, you might write about a city council meeting on your blog or in an online forum. Or you could fact-check a newspaper article from the mainstream media and point out factual errors or bias on your blog. Or you might snap a digital photo of a newsworthy event happening in your town and post it online. Or you might videotape a similar event and post it on a site such as YouTube.
O relatório We Media: How Audiences are Shaping the Future of News and Information (Nós-Mídia: como o público está moldando o futuro do jornalismo e da informação), escrito pelos pesquisadores Shayne Bowman e Chris Willis, do The Media Center do Instituto Americano de Imprensa, define o jornalismo participativo como um ato de cidadãos "fazendo um papel ativo no processo de coleta, reportagem, análise e distribuição de notícias e informações". O documento acrescenta que "a intenção desta participação é fornecer informação independente, confiável, precisa, abrangente e relevante que a democracia requer".
Em um artigo publicado em 2003 pela Online Journalism Review, J. D. Lasica classifica a mídia do Jornalismo Cidadão em seis tipos:
1. participação do público (tais como comentários no rodapé das matérias, blogs de colunistas que aceitam comentários, uso de fotos e filmagens feitas por leitores, ou matérias escritas localmente por moradores de comunidades);
2. websites jornalísticos independentes (como o Drudge Report);
3. websites de notícias totalmente alimentados por usuários (OhMyNews, WikiNews);'
4. websites de mídia colaborativa e contribuitiva (Slashdot, Kuro5hin);'
5. outros tipos de "mídia magra" (listas de discussão, boletins por correio eletrônico);
6. websites de transmissão pessoal (podcasting de áudio e vídeo, blogs, fotologs)[3]

Um dos principais conceitos por trás de jornalismo cidadão é que os repórteres e produtores não possuem todo o conhecimento sobre um assunto. Coletivamente, o público sabe mais e possui mais informações sobre o assunto. As Grandes Mídias tradicionais vêm tentando se aproveitar do conhecimento da sua audiência através de comentários ou através da criação de bases de dados de Jornalismo Cidadão ou de fontes de notícias.
Para os adeptos e ativistas desta prática, o Jornalismo Cidadão é uma chance de democratizar a informação, a partir do momento em que qualquer pessoa teria acesso à mídia, não apenas como leitor ou espectador, mas colaborando na produção do material veiculado. Também seria, para os defensores do new journalism, uma oportunidade para valorizar a reportagem, incluindo a observação de testemunhas oculares dos fatos.

## História
Em "We the Media", Gilmor remete as origens do jornalismo cidadão à fundação dos Estados Unidos, no século XVIII, quando os panfletários, como Thomas Paine e os autores anônimos dos Federalist Papers, ganharam destaque imprimindo as próprias publicações. Os avanços, como o sistema de correio postal (e suas taxas de desconto para jornais) juntamente com o telégrafo e o telefone ajudaram as pessoas a disseminar notícias de forma mais abrangente.
Na era moderna, um vídeo do assassinato do presidente John F. Kennedy, nos anos 60, e imagens de policiais espancando Rodney King em Los Angeles, nos anos 80, foram capturados por cidadãos que estavam presenciaram os acontecimentos. Além disso, havia programas de rádio onde os ouvintes podiam ligar para compartilhar seus pontos de vista para um público muito maior. Nos jornais, os leitores podiam escrever cartas aos editores em uma coluna específica, os chamados op-ed's (opposite the editorial). O advento da editoração eletrônica, no final dos anos 80, democratizou a projeção e impressão das próprias publicações, apesar de a distribuição ainda ser limitada.
Com o surgimento da World Wide Web nos anos 90, qualquer pessoa pôde criar uma home page pessoal para compartilhar suas opiniões com o mundo. Chris Anderson, um estudante de doutorado na Universidade de Columbia, escreveu uma linha do tempo para o jornalismo cidadão, que inclui o advento de sites pessoais, bem como o lançamento do site do Indymedia em 1999 após os protestos contra a OMC em Seattle nesse ano. No Indymedia, qualquer um pode compartilhar fotos, textos e vídeos com outros ativistas e com todo o mundo.
Também nos anos 90, o professor de jornalismo da New York University, Jay Rosen, ajudou a liderar o movimento de jornalismo público ou cívico, focado em obter repórteres comuns para servir o público. Mas logo quando esse movimento começou a desaparecer, após os ataques terroristas de 11/09, nos EUA, o movimento de jornalismo cidadão ganhou força.
Naquela época, em 2001, os primeiros blogs estavam mais focados em reagir às notícias, ao invés de produzi-las. Mas, depois de 11/9, muitos cidadãos comuns tornaram-se testemunhas dos ataques e as notícias eram produzidas a partir dos relatos e das imagens produzidas por eles.
Outros marcos importantes na recente história do jornalismo cidadão incluem blogueiros que eram testemunhas da guerra no Iraque, como Salam Pax, que dava relatos detalhados sobre a guerra. Mais tarde, em 2005, as primeiras fotos da cena dos atentados de Londres, em 7 de julho, foram tiradas por cidadãos comuns com seus celulares e câmeras. Grandes mídias como a BBC e a MSNBC aceitou relatórios fotos, vídeo e texto - uma prática que continua até hoje entre muitas grandes emissoras.
Jornalistas cidadãos e blogueiros também ajudaram na mobilização mundial e nos esforços de ajuda às inundações provocadas por um tsunami no Sudeste Asiático, no final de 2004 e de danos causados pelos furacões Katrina e Rita nos EUA, em 2005.
Eventualmente, não eram apenas os cidadãos comuns que escreviam blogs e sites independentes. O empresário bilionário Mark Cuban produziu seu próprio blog para compartilhar seus pontos de vista diretamente ao público. Além disso, celebridades ajudaram na produção do blog Huffington Post. No Reino Unido, podemos observar um esforço semelhante por parte do Guardian, com o Comment Is Free.
O microblog Twitter desempenhou um importante papel durante os protestos de 2009, durante as eleições no Irã, depois de os jornalistas estrangeiros serem impedidos de fazer reportagem no país. O Twitter decidiu adiar um processo de manutenção programada, durante os protestos. Tal manutenção iria cortar a cobertura de parte do país. O adiamento foi feito devido ao grande papel que o site desempenhou na comunicação pública.

## Críticas
Muitas vezes, "jornalistas cidadãos" são ativistas dentro das comunidades sobre as quais escrevem (por exemplo, autores de matérias sobre pirataria musical que fazem lobby contra a indústria fonográfica). Isto gera críticas por instituições de mídia tradicional como o jornal The New York Times, dos EUA, que acusou os defensores do Jornalismo Cidadão de abandonarem o princípio da objetividade jornalística.
Um artigo do acadêmico Vincent Maher, chefe do Laboratório de Novas Mídias (New Media Lab) da Universidade de Rhodes (África do Sul), delineou várias fraquezas das reivindicações feitas pelos defensores da ideia, denominadas "os três E fatais": a ética, a economia e a epistemologia. O artigo, por outro lado, foi criticado na imprensa estadunidense e na chamada "blogosfera". Um artigo do jornalista Tom Grubisich publicado em outubro de 2005 listou 10 websites de Jornalismo Cidadão e detectou falhas de qualidade e conteúdo em vários deles.
Outro artigo publicado no site Pressthink analisou o Backfence, um website de Jornalismo Cidadão com inicialmente três sedes na área de Washington, capital dos EUA. A pesquisa revelou que o Backfence atraiu muito poucas contribuições espontâneas do público. O autor do texto conclui que, "de fato, navegar pelas páginas do Backfence é como caminhar pelos sertões -– remotos, geralmente solitários, aberto mas inóspito para qualquer pessoa. O site recentemente se estabeleceu em Arlington, na Virgínia. Entretanto, sem mais colonos, o Backfence pode acabar criando mais cidades fantasmas".
Outros criticam o conceito de Jornalismo Cidadão e sua relação com o conceito de estado-nação. O fato de que milhões de pessoas são consideradas refugiadas ou apátridas limita o conceito àqueles reconhecidos pelos Estados. Além disso, a própria natureza global de várias iniciativas de mídia participativa, como o Centro de Mídia Independente, torna redundante a discussão sobre o jornalismo em relação a um país particular. Por isso, alguns outros nomes sugeridos para a prática são "jornalismo de base" (bottom-up journalism) e "jornalismo popular" (people's journalism).

## Exemplos de jornalismo cidadão

### Conteúdo Global
CNN iReport
GroundReport
visionOntv - globalviews
Letters to the Editors worldwide
Wikinews
Global Voices Online
Blasting News

### Alemanha
Readers Edition - German Citizen Journalism Project

### Armênia
Mynews - Armenian citizen journalism site (Your space in Public Reporting)

### Austrália
Typeboard - Open Community journalism website using GeoMaps. Based in Australia

### Bélgica
Het Belang van uw Gemeente - Citizen Driven Journalism in 48 communities, powered by Het Belang van Limburg / Concentra. Example is for Hasselt, capital of the province

### Brasil
Jornalismo Colaborativo (Destaque no Intercom – Sociedade Brasileira de Estudos Interdisciplinares da Comunicação XXIII / Prêmio Expocom 2016 e referência em startups de jornalismo na 300ª edição da Revista Imprensa em 2014)
Jornal A Nova Democracia
Jornalistas Livres
Wikinotícias
Brasil Wiki (portal brasileiro de jornalismo participativo)
Torcedores.com (portal brasileiro de jornalismo esportivo colaborativo)
The Global P. (Plataforma aberta de debate que permite que qualquer pessoa se torne um formador de opinião)

### Canadá
MyBreakingNews - Toronto's CP24's citizen journalism site
MyNews - CTV.ca's Canadian citizen journalism site

### Coreia do Sul
OhmyNews - Every Citizen is a Reporter

### Espanha
Asturias Opinion
ElComentarioTV News & opinion in Asturias.

### Estados Unidos
visionOntv - friendlyfire
AllVoices
Article Niche
CBS Eye Mobile - Citizen Journalism from CBS (USA Network Television Station)
The Third Report
Examiner.com - A national website for local citizen journalism
Wikinews

### França
Agoravox
Rue89

### Índia
The Viewspaper - (Paper run entirely by the Indian youth)
India's active e-newspaper for citizen journalism
CGnet - Peoples website of Chhattisgarh, A citizen Journalism initiative in the state of Chhattisgarh in Central tribal India
Participatory Citizen Journalism: merinews (India)

### Indonésia
Bale Bengong Balibased - Indonesia citizen journalism website

### Itália
Fai notizia
Reset Italia - Italian collaborative webzine
YouReporter
Giornalismo partecipativo

### Nepal
Citizen Journalism Nepal
MeroReport- Citizen Journalism Platform in Nepal

### Portugal
Blasting News Portugal (versão portuguesa da plataforma internacional Blasting News)

### Sri Lanka
Groundviews Sri Lanka
Jasmine News Sri Lanka - SMS/Mobile use for public journalism/mobile blogging

### Suécia
Nyhetsverket - national website for local citizen journalism

### Ucrânia
Highway Ukraine Citizen Journalism Online